# Заштићено подручје Стражовски врхи
Заштићено подручје Стражовски врхи (слч. Chránená krajinná oblasť Strážovské vrchy) се налази на западу Словачке и формирано је 1989. године на простору планина Стражовски и Суловски врхи. Обухвата површину од 30.979 ha на којој се налази 12 посебно заштићених резервата. Пре њеног формирања, четири резервата су се већ налазили под заштитом државе:Манински теснац (1967), Костолецки теснац (1970), Суловске стене (1973) и Стражов (1981). Разнолика флора ове области обухвата и неколико западнокарпатских и карпатских ендемита, као и једну ендемску врсту чичка. Шуме на овом простору су букове, које на вишим пределима смењују заједнице букве и јеле, изнад којих преовлађују четинари. Животињски свет је уобичајан за појас листопадних шума, са представницима реда звери (медвед и рис), ловне дивљачи (муфлон, јелен, срндаћ и дивља свиња), као и неколико ретких врста лептира.
Посебно место, у оквиру заштићеног подручја, заузима резерват Суловске стене са својим каменим формацијама, међу којима се истиче тзв. Готичка капија. Суловски врхи су познати и по највећем станишту орхидеја у Словачкој, као и по Суловском или Хлбоцком водопаду, који има две каскаде, укупне висине 15 метара.